# アジア熱風街道
『アジア熱風街道』（アジアねっぷうかいどう）は、2010年から一部TBS系列局で放送されているRKB毎日放送製作のドキュメンタリー番組。

## 概要
東南アジア諸国で暮らす人々を出演タレントが取材するドキュメンタリー番組で、年に1回のペースで放送されている。

## タイトル・放送日時

### 2010年
アジア熱風街道 横断!東西回廊1500キロの旅
- 出演者：大塚寧々
- 取材地域：ベトナム・ラオス・タイ
- 放送日時
  - RKB毎日放送・TBSほか：7月19日 15:55 - 16:53

### 2011年
アジア熱風街道 メコン4000キロ〜水と森の回廊
- 出演者：菊川怜
- 取材地域：ベトナム・ラオス・中国
- 放送日時
  - RKB毎日放送・TBSほか：7月18日 15:55 - 16:53

### 2012年
アジア熱風街道 大塚寧々とアンダマン海の子どもたち
- 出演者：大塚寧々
- 取材地域：タイ・マレーシア・インドネシア
- 放送日時
  - RKB毎日放送・北海道放送・TBS・中部日本放送・毎日放送：7月16日 15:55 - 16:53
  - 中国放送：7月16日 16:47 - 17:45
  - テレビ高知：12月27日 25:30 - 26:25[2]

### 2013年
アジア熱風街道 メコンを結ぶ1000キロの旅
- 出演者：市原隼人
- 取材地域：タイ・カンボジア・ベトナム
- 放送日時
  - RKB毎日放送ほか：9月16日 9:55 - 10:50
  - 毎日放送：9月23日 9:55 - 10:50[3]
  - TBS：9月23日 10:05 - 11:00[3]

## 備考
1. ↑  市原隼人がムエタイに挑戦！「アジア熱風街道」最新作がオンエア（Walkerplus, 2013年9月13日）
2. ↑  KUTVテレビ高知（twitter, 2012年12月25日）
3. 1 2  9月16日に、台風18号に伴う特別番組を編成したために順延したもの。